# بوب رايت
بوب رايت (بالإنجليزية: Bob Wright)‏ (15 فبراير 1915 بغلاسكو في المملكة المتحدة - ) هو مدرب كرة قدم ولاعب كرة قدم بريطاني في مركز نصف الجناح. لعب مع تشارلتون أثلتيك.